# Polykastro
Polykastro (griechisch Πολύκαστρο (n. sg.) ‚viel(e) Burg(en)‘; bulg./maz. Rugunovec Ругуновец; ursprünglich Karasuli Καρασούλι, zu türk. kara ‚schwarz‘ und sular ‚Gewässer‘, wohl mit der Bedeutung ‚Sumpf‘) ist eine griechische Kleinstadt und Sitz der Gemeinde Peonia in der Region Zentralmakedonien. Bis 2010 war es eine eigenständige Gemeinde in der Präfektur Kilkis.

## Geographie
Polykastro liegt am Nordrand der zentralmakedonischen Tiefebene am rechten Ufer des Flusses Axios, welcher das Gebiet nach Westen hin gegen den Gemeindebezirk Axioupolis abgrenzt. Im Südwesten grenzt der Gemeindebezirk Evropos an Polykastro. Nördlich von Polykastro beginnt eine hügelige Region, welche sich bis zur griechisch-nordmazedonischen Grenze erstreckt. Die griechisch-nordnordmazedonische Grenze ist zugleich auch die nördliche Begrenzung des Gemeindebezirks, dessen nördlichste Ortschaft Evzoni ist. Im Süden grenzt das Gebiet an die Gemeinde Chalkidona, im Osten an die Gemeinde Kilkis.

## Geschichte
Das Gebiet ist seit der Neusteinzeit besiedelt. Zwei Siedlungsreste aus dieser Zeit finden sich zum einen in Axiochori (Amydon) und in Limnotopos (Carabia). In der Bronzezeit nahmen die Paionier die Gegend der heutigen Gemeinde Polykastro in Besitz. Die Siedlung Amydon wurde hierbei zur Hauptsiedlung der Landschaft Paionien. Im 5. Jahrhundert vor Christi Geburt eroberten die Makedonen das Gebiet der Gemeinde Polykastro und fügten es dem Königreich Makedonien hinzu.
Nach der Niederlage der Makedonen gegen die Römer 168 v. Chr. geriet das Gebiet der heutigen Gemeinde Polykastro unter römische Kontrolle und wurde nachfolgend als Teil der römischen Provinz Macedonia Bestandteil des Römischen Reiches. Während der römischen Regentschaft wurde die Siedlung Amydon zerstört und die Siedlung Tauriana als Vorläufer der heutigen Ortschaft Polykastro gegründet. In der Endzeit der römischen Regentschaft bis zur Reichsteilung 395 n. Chr. war das Gebiet der heutigen Gemeinde Polykastro wiederholt Einfällen von Stämmen im Rahmen der Völkerwanderung ausgesetzt. Nach der Reichsteilung fiel das Gebiet an das Oströmische, das spätere Byzantinische Reich. Aufgrund seiner grenznahen Lage war die Gegend um das heutige Polykastro wiederholt Schauplatz kriegerischer Auseinandersetzungen mit von Norden einfallenden Gegnern des Byzantinischen Reiches. Im 13. Jahrhundert veranlassten die Byzantinischen Kaiser einen Wiederaufbau der vorbestehenden Festungsanlagen.
Die Byzantinische Herrschaft endete nach einem serbischen Intermezzo um 1350 im Jahr 1397: das Osmanische Reich fügte das heutige Gemeindegebiet seinem Herrschaftsbereich ein. Im 15. Jahrhundert war das wirtschaftliche Standbein der heutigen Gemeinde Polykastro die Landwirtschaft. Neben der ortsansässigen griechischen Bevölkerung bewirtschafteten auch slawische und türkische Einwohner die Landschaft. Während des 16. Jahrhunderts ließen sich in der Gegend Sarakatsani, während des 17. und 18. Jahrhunderts Vlachen in der Region nieder.
Während der griechischen Revolution 1821 erhoben sich die Bewohner der heutigen Gemeinde Polykastro erfolglos gegen die osmanische Herrschaft. 1870 erfolgte der Eisenbahnanschluss der heutigen Gemeinde Polykastro (damaliger Name Karasouli) an die Eisenbahnstrecke Skopje-Veles-Gevgelija-Thessaloniki.
Ende des 19. und Anfang des 20. Jahrhunderts wurde das heutige Gemeindegebiet von Polykastro Schauplatz bürgerkriegsähnlicher Zustände. Es kam zu bewaffneten Auseinandersetzungen zwischen den griechischen und den slawischen Bevölkerungsanteilen sowie der osmanischen Ordnungsmacht. Im Jahr 1900 hatte die Ortschaft Karasouli (heute: Polykastro) nach dem bulgarischen Ethnographen Vasil Kanchov 340 bulgarische, 200 türkische, 55 vlachische und 4 andere Bewohner. Der bulgarische Ethnograph Dimitar Mishev taxierte die Bevölkerung auf 312 Anhänger des Bulgarischen Exarchat, 114 bulgarische Anhänger des Patriarchats von Konstantinopel und 30 Vlachen. Griechischen Quellen zufolge setzte sich die Bevölkerung von insgesamt 7000 Menschen im heutigen Gemeindegebiet aus 1000 Griechen, 4000 Bulgaren und 2000 Moslems (vorwiegend Türken) zusammen.
Die osmanische Herrschaft endete mit dem Ersten Balkankrieg im Oktober/November 1912, als griechische Truppen das Gebiet der heutigen Gemeinde Polykastro eroberten. Der Friedensvertrag von Bukarest 1913 führte zur endgültigen Einverleibung des heutigen Gemeindegebietes in das damalige Königreich Griechenland. Nach den Balkankriegen verließen die griechischen Bewohner der Siedlungen Gevgelija, Bogandica und Bogorodica (heute alle Republik Mazedonien) und siedelten sich in dem Gebiet der heutigen Gemeinde Polykastro (damals Karasouli) an.
Im Ersten Weltkrieg war das Gemeindegebiet Schauplatz von Kämpfen zwischen den Mittelmächten (Bulgarien, Deutsches Reich, Österreich-Ungarn) und den Alliierten der Entente (Großbritannien, Frankreich, Serbien, Russisches Reich und Königreich Griechenland). 1915 landeten britische und französische Truppen in Thessaloniki und bildeten dort einen Brückenkopf (Salonikifront). Das Königreich Griechenland musste angesichts der militärischen Macht die Brückenkopfbildung trotz Neutralitätspolitik tolerieren. Eine 1916 durchgeführte Offensive der bulgarischen Armee brachte auch das Gebiet von Polykastro zeitweilig unter Kontrolle der Mittelmächte, bevor eine alliierte Gegenoffensive im gleichen Jahr die bulgarischen Streitkräfte wieder zurückdrängte. Nach erheblichen innenpolitischen Unruhen und starken außenpolitischen Druck trat das Königreich Griechenland 1917 auf Seiten der Entente in den Krieg gegen die Mittelmächte ein. 1918 konnten alliierte Truppen in einer Großoffensive, darunter auch die Schlacht von Skra-di-Legen, die Truppen der Mittelmächte entscheidend schwächen und diese zu einer Rücknahme der Frontlinie nach Norden zwingen. Im Friedensvertrag von Neuilly 1919 einigten sich Griechenland und Bulgarien auf einen „Bevölkerungsaustausch.“ Dieser hatte zur Folge, dass die bulgarische Bevölkerung die heutige Gemeinde Polykastro verlassen musste. Im Gegenzug wurden griechische Bevölkerungsteile aus Ost-Rumelien angesiedelt. 1919 wurde die Karasouli als Landgemeinde (kinotita) anerkannt.
Die griechische Niederlage im Griechisch-Türkischen Krieg und dessen Abschluss durch den Vertrag von Lausanne 1923 löste einen erneuten „Bevölkerungsaustausch“ aus: die türkische Bevölkerung der heutigen Gemeinde Polykastro musste diese in Richtung Türkei verlassen. Im Gegenzug siedelte sich griechische Bevölkerung aus der Schwarzmeerregion (Pontos), Paphlagonien und Bithynien (Kleinasien) an.
1928 erschien auch der Name Mavrosouli (gr. mavros ‚schwarz‘) für die Ortschaft. Offiziell erfolgte in diesem Jahr aber die Umbenennung in Polykastro.
Im Zweiten Weltkrieg wurde Polykastro am 8. April 1941 von der deutschen Wehrmacht erobert und blieb bis Oktober 1944 unter deutscher Besatzung.
1986 wurde die Gemeinde Polykastro mit der Gemeinde Limnotopos unter dem Namen Polykastro fusioniert und zur Stadtgemeinde (dimos) erhoben. Mit der griechischen Kommunalverwaltungsreform Schedio Kapodistrias wurden 1997 einige umliegende Landgemeinden in Polykastro eingemeindet. 2010 fusionierte Polykastro mit vier weiteren Gemeinden zur neuen Großgemeinde Peonia, wo es seither einen Gemeindebezirk bildet.

## Gliederung
Zur Gliederung siehe Peonia#Gemeindegliederung.

## Verkehr

### Straße
Wichtigste Straßenverkehrsachse ist die Autobahn 1, die von Norden (Nord-Mazedonische Grenze bei Evzoni) nach Süden in Richtung Thessaloniki und weiter nach Athen führt. Die Autobahn 1 (ehemals neue Nationalstraße 1) wurde in der Zeit der griechischen Militärdiktatur von 1967 bis 1974 gebaut. Es gibt eine Autobahnanschlussstelle Polykastro/Kilkis.
Eine weitere Straßenverbindung stellt die von Osten (Kilkis) nach Westen (Axioupolis) verlaufende Provinzstraße dar. Sie überquert den Fluss Axios und ist die letzte leistungsfähige Straßenbrücke auf griechischer Seite in Richtung Norden. Auf dem Straßennetz wird der öffentliche Nah- und Fernverkehr mit Bussen realisiert. Die alte Nationalstraße 1, richtungsparallel zur Autobahn 1 in der Nähe des Axios, hat nur untergeordnete Bedeutung.

### Schiene
Polykastro hat einen Bahnhof an der Bahnstrecke Thessaloniki–Idomeni. Nach Norden führt sie über Axioupolis und Idomeni nach Nordmazedonien und Skopje. Richtung Süden führt sie nach Thessaloniki und Athen. Sie ist Teil des Paneuropäischen Verkehrskorridors X.

### Luftverkehr
Westlich der Ortschaft Polykastro befindet sich ein kleiner Flughafen. Dieser wird ausschließlich als Luftwaffenstützpunkt genutzt.